# Mašići (gmina Novo Goražde)
Mašići (cyr. Машићи) – wieś w Bośni i Hercegowinie, w Republice Serbskiej, w gminie Novo Goražde. W 2013 roku liczyła 185 mieszkańców.